# Seasons in the Abyss
Seasons in the Abyss er det femte studiealbum af det amerikanske thrash metalband Slayer.  Det blev indspillet i 1989 og udgivet i 1990 gennem Def American Records, og senere gennem American Recordings efter selskabet skiftede navn.
Selvom "War Ensemble" starter albummet i en høj hastighed, hvilket minder om Reign in Blood, fortsætter albummet for det meste den melodiske vækst og langsommere fart, som kunne høres på South of Heaven. "Seasons in the Abyss" markerer slutningen på albummet på samme måde som "Spill The Blood" fra South of Heaven – med en ren guitar-intro.

## Spor
1. "War Ensemble" (Tekst: Araya/Hanneman) (Musik: Hanneman)– 4:54
2. "Blood Red" (Tekst: Araya) (Musik: Hanneman) – 2:50
3. "Spirit in Black" (Tekst: King) (Musik: Hanneman) – 4:07
4. "Expendable Youth" (Tekst: Araya) (Musik: King) – 4:10
5. "Dead Skin Mask" (Tekst: Araya) (Musik: Hanneman) – 5:34
6. "Hallowed Point" (Tekst: Araya/Hanneman) (Musik: Hanneman/King) – 3:24
7. "Skeletons of Society" (King) – 4:41
8. "Temptation" (King) – 3:26
9. "Born of Fire" (Tekst: King) (Musik: Hanneman/King) – 3:23
10. "Seasons in the Abyss" (Tekst: Araya) (Musik: Hanneman) – 6:42

## Musikere
- Tom Araya – Bas, Sang
- Jeff Hanneman – Lead guitar
- Kerry King – Lead guitar
- Dave Lombardo – Trommer

## Trivia
- Sangen "Dead Skin Mask" blev inspireret af mordene begået af seriemorderen Ed Gein.
- "Born of Fire" var i en lang periode kun en instrumental rest fra South of Heaven som blev kaldt "Stress", da Kerry King ikke kunne finde på nogen god sangtekst til den under indspilningen af South of Heaven. Det blev den sidste sang som blev færdiggjort til Seasons in the Abyss.
- Det rimelig underlige vokal-arrangement på nummeret "Temptation" var egentlig et uheld. Hvis man lytter efter kan man høre Tom Araya synge sangen to gange: først på den måde han mente den skulle synges, og anden gang efter Kerry King insisterede på en anden måde den skulle synges på. Resultatet blev som det blev fordi produceren glemte at slette den første vokal før den anden blev indspillet. Da produceren afspillede nummeret og hørte begge vokaler samtidig, skulle han eftersigende have syntes det var så godt at begge vokaler blev brugt på albummet. Ingen er sikker på hvilken vokal der er den oprindelige. [1]
- Seasons in The Abyss var det sidste album hvor Kerry King havde hår. Efterfølgende barberede han sig skaldet, da han opdagede at han var ved at tabe håret.
- Albummet er også det første, som har en normal musikvideo (og ikke en som er blevet optaget live).

## Fodnoter
1. ↑  1990 udgave af Metal Maniacs hvori Slayer og Megadeth taler om deres nye lp'er (Seasons in The Abyss og Rust In Peace)

## Hitlisteplaceringer

### Album
Billboard (USA)
| År   | Hitliste          | Placering |
| ---- | ----------------- | --------- |
| 1990 | The Billboard 200 | 40        |